# Regimentul Sovietic 125 Aviație Vânătoare și Bombardament

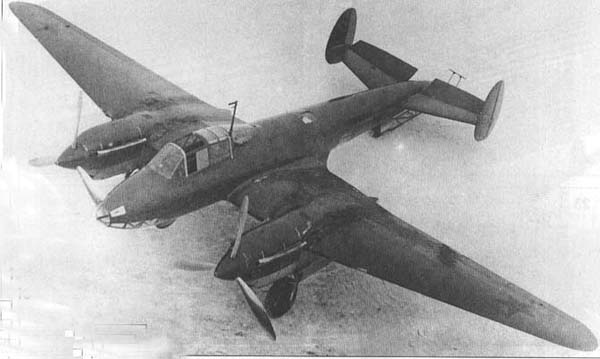
Petlyakov Pe-2

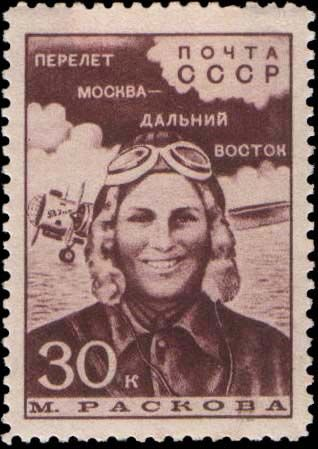
Marina Raskova pe o marcă poștală sovietică

Regimentul Sovietic 125 „Marina Raskova” Aviație Vânătoare și Bombardament (în rusă 125-й гвардейский бомбардировочный авиаполк) a fost unul din cele trei regimente de aviație pentru femei ale Forțelor Aeriene Sovietice în timpul celui de-al Doilea Război Mondial. A fost format inițial în 1942 ca Regimentul Sovietic 587 Aviație Vânătoare și Bombardament Nocturn prin ordinul Comisariatul Popular de Apărare (NKO) al Uniunii Sovietice nr. 0099, din 8 octombrie 1941 și a făcut parte din divizia 223 Aviație Bombardament de Noapte. Spre deosebire de Regimentul 46 Aviație Vânătoare și Bombardament care a fost dotat cu biplane de tip Polikarpov Po-2, Regimentul 125 a folosit aeronave mai moderne Petlyakov Pe-2. Marina  Raskova a comandat această unitate până la moartea ei la 4 ianuarie 1943 într-un accident de zbor, în timp ce conducea alte două aeronave Petlyakov către primul lor aerodrom operativ, lângă Stalingrad, după care unitatea a fost condusă de Valentin Markov.
De-a lungul războiului, unitatea a avut  1.134 misiuni și a aruncat peste 980 de tone de bombe peste forțele Axei. În 1945, regimentul a fost desființat, iar majoritatea piloților au fost demobilizați.

## Eroi ai Uniunii Sovietice
Cinci membri ai unității au primit titlul de erou al Uniunii Sovietice pentru serviciul lor în război: Maria Dolina, Galina Junkovskaia, Nadejda Fedutenko, Klavdia Fomicieva și Antonina Zubkova. După destrămarea Uniunii Sovietice, un membru al regimentului, Valentina Kravcienko, a primit titlul de erou al Federației Ruse în 1995.